# 浦瀬しおじ
浦瀬 しおじ（うらせ しおじ）は、日本の漫画家。

## 来歴
元々はゲーム関係の仕事をしていたが、自身でも絵を描きたいと思うようになり同人活動を開始する。
活動を通じて出版社の編集から誘いを受け、アンソロジーなどの仕事を行なって漫画家になる。

## 人物
ペンネーム「浦瀬しおじ」は実家の近くが海であったことから、さんずいの漢字を組み合わせて作ったものである。過去には「しおじ」の部分も漢字表記のペンネームを使って活動していたが、画数が多く書くのが面倒であったことを理由に「浦瀬しおじ」という表記になった。

## 作品リスト

### 漫画作品
- 2023年10月現在。
- 〈種〉連載か読切かで2種に大別。
- 〈発行〉出版社の「キルタイムコミュニケーション」については「KTC」と略記。

|  | 連載作品 |  | 読切作品 |

|   | 作品名                                       | 種   | 発行 | 掲載                                                   | 備考                                      |
| - | -------------------------------------------- | ---- | ---- | ------------------------------------------------------ | ----------------------------------------- |
| 1 | ローズ×マリー                                | 連載 | KTC  | 『コミックヴァルキリー』2006年9月25日 - 2010年11月27日 |                                           |
| 2 | 捨てられ最強王子は実力でどんな女も抱きまくる | 連載 | KTC  | 『コミックヴァルキリー』2023年10月7日 - 連載中         | 原作：イクヒト キャラクター原案：ねくたー |

### 書籍
- 2023年10月現在。
- 〈発行〉出版社の「キルタイムコミュニケーション」については「KTC」と略記。

|   | 書名                                         | 発行           | レーベル               | 判   | 発行年          | 巻    | 注記     |
| - | -------------------------------------------- | -------------- | ---------------------- | ---- | --------------- | ----- | -------- |
| 1 | ローズ×マリー                                | KTC            | ヴァルキリーコミックス | B6判 | 2008年 - 2011年 | 3     |          |
| 2 | 女教師謝肉祭                                 | エンジェル出版 | エンジェルコミックス   | A5判 | 2018年          | 1     | 成人向け |
| 3 | 鬼孕女                                       | ジーウォーク   | MOOG COMICS            | A5判 | 2020年          | 1     | 成人向け |
| 4 | 妖女館の日常                                 | ジーウォーク   | MOOG COMICS            | A5判 | 2023年          | 1     | 成人向け |
| 5 | 捨てられ最強王子は実力でどんな女も抱きまくる | KTC            | ヴァルキリーコミックス | B6判 | 2023年 -        | 既刊1 | 連載中   |

### 電子書籍
- おっぱい揉んだり挿入したり〜透ける身体と触れる指先〜（2015年、ギリまんコミック、全2巻）